# Ainsliaea
Ainsliaea es un género  de fanerógamas perteneciente a la familia de las asteráceas.  Comprende 95 especies descritas y de estas, solo 69 aceptadas.

## Taxonomía
El género fue descrito por Augustin Pyrame de Candolle y publicado en Prodromus Systematis Naturalis Regni Vegetabilis 7(1): 13. 1838. La especie tipo es: Ainsliaea pteropoda

## Especies aceptadas
A continuación se brinda un listado de las especies del género Ainsliaea aceptadas hasta agosto de 2012, ordenadas alfabéticamente. Para cada una se indica el nombre binomial seguido del autor, abreviado según las convenciones y usos.
1. Ainsliaea acerifolia
2. Ainsliaea angustata
3. Ainsliaea angustifolia
4. Ainsliaea apiculata
5. Ainsliaea aptera
6. Ainsliaea apteroides
7. Ainsliaea asaroides
8. Ainsliaea asperrima
9. Ainsliaea bonatii
10. Ainsliaea brandisiana
11. Ainsliaea caesia
12. Ainsliaea cavaleriei
13. Ainsliaea chapaensis
14. Ainsliaea cleistogama
15. Ainsliaea cordifolia
16. Ainsliaea crassifolia
17. Ainsliaea dentata
18. Ainsliaea dissecta
19. Ainsliaea elegans
20. Ainsliaea faurieana
21. Ainsliaea foliosa
22. Ainsliaea fragrans
23. Ainsliaea fulvioides
24. Ainsliaea fulvipes
25. Ainsliaea glabra
26. Ainsliaea gongshanensis
27. Ainsliaea gracilis
28. Ainsliaea grossedentata
29. Ainsliaea hayatae
30. Ainsliaea heterantha
31. Ainsliaea hypoleuca
32. Ainsliaea lancangensis
33. Ainsliaea lancifolia
34. Ainsliaea latifolia
35. Ainsliaea lijiangensis
36. Ainsliaea longipetiolata
37. Ainsliaea macrocephala
38. Ainsliaea macroclinidioides
39. Ainsliaea mairei
40. Ainsliaea mattfeldiana
41. Ainsliaea mollis
42. Ainsliaea morrisonicola
43. Ainsliaea multibracteata
44. Ainsliaea nana
45. Ainsliaea nervosa
46. Ainsliaea oblonga
47. Ainsliaea ovata
48. Ainsliaea parvifolia
49. Ainsliaea paucicapitata
50. Ainsliaea pentaflora
51. Ainsliaea pertyoides
52. Ainsliaea petelotii
53. Ainsliaea pingbianensis
54. Ainsliaea plantaginifolia
55. Ainsliaea qianiana
56. Ainsliaea ramosa
57. Ainsliaea rubrifolia
58. Ainsliaea rubrinervis
59. Ainsliaea smithii
60. Ainsliaea spanocephala
61. Ainsliaea spicata
62. Ainsliaea sutchuenensis
63. Ainsliaea tenuicaulis
64. Ainsliaea tonkinensis
65. Ainsliaea trinervis
66. Ainsliaea walkeri
67. Ainsliaea yadsimae
68. Ainsliaea yunnanensis